# Triphaenopsis lucilla
Triphaenopsis lucilla là một loài bướm đêm trong họ Noctuidae.